# Roaming

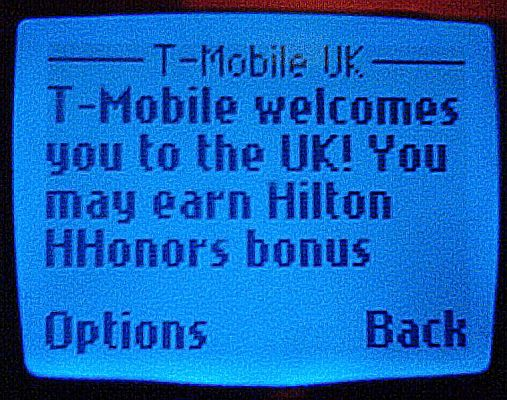
Uvítací SMS při roamingu do sítě T-Mobile ve Spojeném království.

Roaming je poskytování telekomunikačních služeb účastníkovi v jiné síti (v jiné zemi), než kde má účastník zaregistrované svoje telekomunikační služby.
V praxi to znamená, že pokud se klient nachází mimo území, kde je dostupný signál domovského mobilního operátora, jeho mobilní telefon začne automaticky vyhledávat nejsilnější dostupný signál a zaregistruje se v nalezené síti. Přičemž je nutné, aby domovský mobilní operátor měl s operátorem, jehož služby chce mobilní telefon využívat, uzavřenou platnou roamingovou smlouvu.
Při roamingu se předávají informace o službách poskytovaných v rámci klientova účtu z domovského registru (HLR) jeho domovského operátora zahraničnímu operátorovi, který by měl tyto služby dodávat v plném rozsahu. Pokud v domovské síti využívá klient služby jako SMS, MMS, GPRS, tyto služby budou přístupné i u vybraného roamingového partnera v nezměněném rozsahu. Rozdílné jsou jen ceny za jejich poskytování, které klientovi vyúčtuje jeho domovský mobilní operátor, tedy alespoň do 15. června roku 2017 tomu tak bylo. Tehdy začalo v EHP platit pravidlo Roam Like At Home (RLAH).

## Ceny roamingu v Evropské unii
Od 15. 6. 2017 platí v zemích EU a EHP pravidlo RLAH pro roaming (Roam Like At Home). Služby lze v zahraničí využívat za stejných podmínek, jako v domácí síti. Zatím bude platné do roku 2032.

### Historie poplatků
Do 30. června 2012 museli mobilní operátoři Evropské unie opět snížit maloobchodní ceny za roamingové volání, a to v souladu s předpisy EU, které byly poprvé zavedeny v roce 2007 a novelizovány v roce 2009.
Nové stropy maloobchodních cen v eurocentech (bez DPH):
| služba                    | od 1.7.2012 | od 1.7.2013 | od 1.7.2014 |
| ------------------------- | ----------- | ----------- | ----------- |
| Data (1 MB)               | 70 centů    | 45 centů    | 20 centů    |
| Odchozí hovory (1 minuta) | 29 centů    | 24 centů    | 19 centů    |
| Přijaté hovory (1 minuta) | 8 centů     | 7 centů     | 5 centů     |
| SMS zprávy (1 SMS)        | 9 centů     | 8 centů     | 6 centů     |

V roce 2009 (od 1. července) maximální cena za volání v rámci zemí Evropské unie zlevnila ze 46 centů za minutu na 43 centů bez DPH. Snížily se i ceny za odeslání SMS zpráv – z průměrných 29 centů na 11 centů bez DPH. Podle nařízení Evropského parlamentu přijatého 22. dubna 2009 se až do roku 2011 každý rok cena roamingových volaní v rámci EU snižovala.
Evropský parlament 3. dubna 2014 odhlasoval zrušení poplatků za roaming do Vánoc 2015, konkrétně do 15. prosince 2015, návrh chválila rada EU. Dne 3. března 2014, tedy ještě před hlasováním v Evropském parlamentu, zrušil poplatky za roaming německý operátor Aldi Talk.
Podle dohod EU bude od 15. června 2017 do 30. června 2022 nebudou v rámci EU a EHP pro (maloobchodní) uživatele účtovány žádné poplatky za roaming (stejné sazby jako u domácího operátora při volání do cizí sítě). Toto bude platit pouze za předpokladu, pokud se budou používat služby operátora v zahraničí jen dočasně. Bezplatnost roamingu byla prodloužena do roku 2032.

### Evropský hospodářský prostor
Do EHP prostoru patří kromě ČR i Island, Lichtenštejnsko a Norsko, a pak také všechny země EU - Belgie, Bulharsko, Chorvatsko, Dánsko, Estonsko, Finsko, Francie, Francouzská Guayana, Gibraltar, Guadeloupe, Guernsey, Irsko, Island, Itálie, Jersey, Kypr, Lichtenštejnsko, Litva, Lotyšsko, Lucembursko, Maďarsko, Malta, Manský ostrov, Martinik, Mayotte, Monako, Německo, Nizozemsko, Norsko, Polsko, Portugalsko, Rakousko, Řecko, Réunion, Rumunsko, San Marino, Slovensko, Slovinsko, Španělsko, Švédsko, Vatikán, Velká Británie.

### Dopad nových regulací na ceny českých operátorů
Podstatné je, že volání v zahraničí je vždy vnímáno jako volání do cizí sítě, volné minuty, sms a podobné služby, které platí jen pro volání do vlastní sítě, tedy nelze použít a ty budou účtované podle tarifu domácího operátora pro volání do cizí sítě. Volné minuty, sms a služby do cizí sítě použít lze.
Vodafone ruší platnost svých služeb Kamarádi nebo VPN v zahraničí. Datový balíček je možné využít i v EHP. Předplacené karty se řídí stejnými podmínkami jako tarify. Roaming u čistě datových SIM karet pro tablety a další zařízení, která lidé využívají k připojení na internet, ruší Vodafone kompletně.
T-Mobile staví své firemní zákazníky před volbu buď evropského regulovaného roamingu, nebo jiného s individuálně domluvenými podmínkami.
O2 přináší změny pro zákazníky s roamingovým tarifem Svět Basic. Pro ten platí, že všechny příchozí hovory v EU jsou vždy zdarma. Odchozí volání se účtuje jako hovor do ostatních sítí. Ceny tarifu Volání bez hranic se nemění.
Z hlediska úprav, které nová regule vnesla i do tarifů operátorů v ČR, je rozhodně rozumné, aby se každý klient před cestou do zahraničí informoval o platných cenách.

### Výjimky z roamingu
Jsou tu však i další výjimky, které je třeba vzít v potaz.

#### Mezinárodní hovor
Ne každé volání přes hranice je roaming. Pokud bude klient volat z Čech do ciziny na zahraniční telefonní číslo, není to roaming, ale mezinárodní hovor, za který si připlatí. Z hlediska regulací z června roku 2017 tedy může nastat paradoxní situace, kdy bude klient volat třeba z Itálie do Čech a zaplatí méně než ten, kdo bude volat z Čech do Itálie na italské číslo.

#### Omezení dat v zahraničí
Další omezení se týká využívání datových služeb v zahraničí. To je omezeno EU Cap limitem, tedy evropským FUP limitem. Po překročení tohoto limitu může operátor přikročit k naúčtování příplatku. Limit se určuje pomocí poměrně složitého výpočtu: cena tarifu bez DPH se vydělí číslem 0,2 (stanovená cena za 1 MB v korunách) a výsledek se vynásobí dvěma.
Zjednodušeně lze vzorec napsat takto: cena balíčku bez DPH × 10 = počet MB, které lze využít.
Tento limit je podstatný zejména pro levné tarify s velkými objemy dat. U nich je totiž pravděpodobné, že EU Cap bude nižší než FUP limit.
Pokud například klient platí 499 Kč s DPH za balíček s 10 GB volných dat, bude výpočet vypadat následovně:
(412,4 (částka 499 ponížená o DPH) : 0,2) × 2 = 4 124 MB.
Klient tedy bude moci bez příplatků využít necelou polovinu balíčku a za každý 1 MB nad rámec bude platit 0,25 Kč / 1 MB (0,2 Kč bez DPH).

#### Omezení roamingových služeb
Roaming není možné využívat v zahraničí donekonečna. Mobilní operátoři mají právo předcházet potenciálnímu zneužití či nadměrnému užívání roamingových služeb. Pokud v rámci čtyřměsíčního sledovacího období operátor zjistí, že některý ze zákazníků strávil více než polovinu doby v zahraničí a zároveň u něj využití roamingových služeb přesáhlo jeho domácí spotřebu, zašle mu upozornění. Po jeho doručení začíná běžet dvoutýdenní lhůta, ve které musí zákazník podat vysvětlení. V případě, že zůstane v zahraničí i nadále, má operátor právo zavést mu příplatky ve výši maximálních velkoobchodních cen (0,86 Kč/min, 0,27 Kč/SMS a 0,21 Kč/MB).
Přesto není jasné, zda bude operátor klienta opravdu sledovat. Vyžaduje to nové monitorovací systémy, které nejsou levné.